# Three Secrets
Three Secrets és una pel·lícula de l'any 1950 dirigida per Robert Wise i protagonitzada per Eleanor Parker, Patricia Neal i Ruth Roman.

## Argument
Una avioneta s'estavella contra una muntanya californiana. Un equip d'auxili arriba al lloc de l'accident i troba viu el fill de cinc anys del matrimoni Peterson. El rescat es preveu complicat i la premsa revela que el petit Johnnie (Duncan Richardson) fou adoptat pels Peterson, els quals han mort a l'accident. Tres dones de Los Angeles (Susan Chase -Eleanor Parker-, Phyllis Horn -Patricia Neal- i Ann Lawrence -Ruth Roman-) pateixen en conèixer la notícia, ja que van donar a llum cinc anys enrere i, per raons diferents, es van desprendre dels seus fills. Ara, cadascuna d'elles pensa que Johnnie pot ésser el seu fill.

## Context històric i artístic
Three Secrets va marcar el punt d'inflexió en la filmografia de Robert Wise, qui en la dècada dels anys cinquanta havia destacat amb la direcció de pel·lícules modestes i concises. Amb aquest film, iniciaria una llarga trajectòria professional al servei de tres companyies cinematogràfiques (Metro-Goldwyn-Mayer, Warner Bros. i 20th Century Fox), realitzant pel·lícules ambicioses com West Side Story (1961) o Sonriures i llàgrimes (1965). Entremig del cinema de baix pressupost i de les megaproduccions, Wise contribuiria a la llavors ben engreixada fórmula de les pel·lícules per a dones: narracions sobre dones i per a dones, gairebé sempre recarregades de motius sentimentals, revelacions amargues i agreujades situacions emocionals.
Especialment dramàtica és la seqüència del rescat del nen Johnnie Peterson, per cert inspirada en un accident real succeït el 1949, de gran impacte mediàtic, quan la petita Kathy Fiscus va caure dins un pou, succés també recollit per Woody Allen a Dies de ràdio (1987). El rescat polaritza l'argument, i Wise, mitjançant oportuns salts enrere i precises rotacions escèniques, va canalitzant tots els caràcters del melodrama. El relat aprofundeix en el conflicte anímic de les angoixades mares. Per a aquests rols determinants, Wise va comptar amb tres actrius molt sòlides: Eleanor Parker, Ruth Roman i Patricia Neal, que confereixen força i credibilitat al drama. També cal indicar la qualitat humana del guió de Martin Rackin i Gina Kaus, ambdós en la llista negra del maccarthisme.
Aquesta obra ha estat comparada amb la també magnífica Carta a tres esposes (Joseph L. Mankiewicz, 1949).

## Frases cèlebres
| « | "Abans que signi aquests documents finals de cessió, és el meu deure informar-li que una vegada signat, renuncia vostè a tota relació personal i legal amb el seu fill. Vostè no disposarà de cap recurs legal per a recuperar-lo. I sota cap circumstància se li facilitarà informació sobre el seu parador o situació social. Ho ha entès bé?" (La funcionària del centre d'adopcions) | » |

| « | Bill Chase: "Cap novetat sobre Johnnie Peterson?" Susan: "Qui és Johnnie Peterson?" Bill Chase: "No sap qui és?" Susan: "No." Bill Chase: "La mestressa americana com cal estima primer la ràdio i, després, el seu marit." | » |

| « | Mark Harrison: (Donant-li un regal) "Per a la meua reportera més bonica." Phyllis Horn: Orquídies? La propera vegada porta'm mitges de niló." | » |

| « | Mark Harrison: "He conegut a centenars de nois com tu que tornen de l'estranger. Tu ets igual que ells. El primer que volen és un amic i un batut de cacau." | » |

| « | Bob Duffy: "Mira, Phyl. Passa que sóc un tipus sentimental que prové d'una família de 12 nens. Em sento solitari sense tenir onze persones al voltant o..., fins i tot, una de sola." | » |

| « | Phyllis Horn: "Hi ha una cosa legítima sobre mi: la manera en què t'estimo." Bob Duffy: Posa-ho a la teua columna." | » |

| « | Bob Duffy: "Només per un moment vaig pensar que eres un ésser humà." | » |

| « | Hardin: "Un bon periodista deixa les seues emocions a casa quan surt per feina. Vostè hauria de saber això." Phyllis Horn: "Molt bé, Hardin. Ho he fet el millor que he pogut. Ara, fes-ho tu pitjor." | » |

## Curiositats
- Fou el darrer film de Billy Bevan.[3]

## Errades del film
- Quan Susan camina pel camp a la base de la muntanya, l'equip de rodatge es reflecteix breument a la finestra del cotxe (un home porta una samarreta blanca, mentre que un altre vesteix una camisa de quadres).[4]